# Heartbreaker/Days
Heartbreaker/Days è un singolo del gruppo musicale finlandese The Rasmus, pubblicato il 4 novembre 2002 come quarto estratto dal quarto album in studio Into.

## Tracce
CD singolo (Finlandia), download digitale
1. Heartbreaker (Album Version) – 3:41
2. Days (Previously Unreleased) – 4:10
3. Heartbreaker (Rock Radio Mix) – 3:18
4. Heartbreaker (Pop Radio Mix) – 3:32

CD maxi-singolo (Finlandia)
1. Heartbreaker (Album Version) – 3:41
2. Heartbreaker (Pop Radio Mix) – 3:32
3. Heartbreaker (Rock Radio Mix) – 3:18
4. Days – 4:19
5. Play Dead – 3:53

## Formazione
- Lauri Ylönen – voce
- Pauli Rantasalmi – chitarra
- Eero Heinonen – basso
- Aki Hakala – batteria

## Classifiche
| Classifica (2002) | Posizione massima |
| ----------------- | ----------------- |
| Finlandia         | 1                 |